# Kim Dong-woo
Kim Dong-woo (ur. 1 czerwca 1995) – południowokoreański narciarz alpejski, uczestnik Zimowych Igrzysk Olimpijskich 2018 w Pjongczangu.

## Osiągnięcia

### Igrzyska olimpijskie
| Miejsce | Dzień     | Rok  | Miejscowość | Konkurencja     | Czas biegu  | Strata   | Zwycięzca          |
| ------- | --------- | ---- | ----------- | --------------- | ----------- | -------- | ------------------ |
| 33.     | 13 lutego | 2018 | Pjongczang  | Superkombinacja | 2:17,04 min | +10,52 s | Marcel Hirscher    |
| 48.     | 15 lutego | 2018 | Pjongczang  | Zjazd           | 1:47,99 min | +7,74 s  | Aksel Lund Svindal |
| 44.     | 16 lutego | 2018 | Pjongczang  | Supergigant     | 1:31,64 min | +7,20 s  | Matthias Mayer     |
| 39.     | 18 lutego | 2018 | Pjongczang  | Gigant          | 2:30,05 min | +12,01 s | Marcel Hirscher    |
| DNF1    | 22 lutego | 2018 | Pjongczang  | Slalom          | -           | -        | André Myhrer       |

### Mistrzostwa świata juniorów
| Miejsce | Dzień   | Rok  | Miejscowość | Konkurencja | Czas biegu | Strata | Zwycięzca            |
| ------- | ------- | ---- | ----------- | ----------- | ---------- | ------ | -------------------- |
| DNF1    | 3 marca | 2012 | Roccaraso   | Supergigant | -          | -      | Ralph Weber          |
| DNF1    | 7 marca | 2012 | Roccaraso   | Gigant      | -          | -      | Henrik Kristoffersen |
| DNF1    | 9 marca | 2012 | Roccaraso   | Slalom      | -          | -      | Santeri Paloniemi    |